# Indywiduum
Przedmiot jednostkowy, indywiduum – każdy przedmiot, który nie jest zbiorem przedmiotów w sensie logicznym (choć może i musi być zbiorem przedmiotów w sensie mereologicznym).